# Guna (hindoeïsme)
Een guna is in de Indiase filosofie en spiritualiteit een fundamentele eigenschap of hoedanigheid van de natuur. (Het woord guna, uitgesproken "goena", is Sanskriet voor "hoedanigheid".) Er zijn drie guna's die aan de basis van de gereflecteerde werkelijkheid liggen en deze op een illusoire manier als (maya) aan ons geestesoog doen voor komen.

## Drie guna's
- Sattva: de universele hoedanigheid van harmonie, orde en structuur
- Rajas: de universele hoedanigheid van actie, beweging en transformatie
- Tamas: de universele hoedanigheid van geen actie, handhaving, status quo

Ook in het bewustzijn van de mens spelen de drie guna's hun spel en bepalen er de aard van.
Deze drie hoedanigheden staan, afwisselend in ruimte en in tijd, in verschillende evenwichtsrelaties tot elkaar. Wanneer sattva overheerst, is er welvarendheid en welbevinden, opbouw en zuiverheid van intentie. Wanneer rajas overheerst, is er veel energie, vurigheid en transformatie. En wanneer tamas overheerst, is er status quo, stagnatie, en ten slotte intern verval, verrotting, corruptie, en lethargie.
Er zijn drie Energieën (hoedanigheden) van Bewustzijn, en ze 'regelen' ALLES in het universum. Ze behoren tot de Natuur (Prakriti) van het Absolute (Brahman).
Sattva is uit beweging, stil, volledig Bewustzijn toelatend, en doet alles groeien, bloeien, ontstaan, leven, en-zo-voort. Het is de stille opbouwende Kracht van Bewustzijn. Het doet beweging op gang komen maar is niet zelf in beweging.
Rajas (uitspr. radjas) is de Energie van beweging, en alles wat beweegt in het gemanifesteerde universum, doet/kan dit alleen dankzij Rajas. Iets dat niet VOLLEDIG stil is, is onder invloed van Rajas. Deze bewegings-Energie van Bewustzijn achter alle (voorbijgaande) dingen, opbouwend en afbrekend, op atomair of planetair gebied, op fysiek en mentaal gebied, maakt in feite al het leven mogelijk. 
Tamas is (evenals Sattva) volkomen stil, niets beweegt erin. Het is de oplossende Energie van Bewustzijn. Alles sterft, ontmantelt, verdwijnt en loopt af of lost op door Tamas. Het is de Energie die Bewustzijn doet terugtrekken uit al het gemanifesteerde in het universum, fysiek en subtiel (mentaal). Het doet beweging stoppen.
De guna's bepalen de kwaliteit van het subjectief bewustzijn, wat opvalt wanneer hun natuurlijke verhouding uit evenwicht is. Als we moe zijn, bevinden we ons in een staat van tamas en zijn we niet tot iets creatiefs in staat. Alleen in sattva hebben we een heldere staat waarin we creatief kunnen zijn, maar er is voldoende houvast van tamas nodig om niet zweverig te worden. Om vanuit tamas in sattva te komen, zal men eerst rajas in de geest moeten opbouwen door bijvoorbeeld een paar keer de trap op en af te lopen. Ben je in een staat van rajas dan kan je door stil van geest te worden, het bewustzijn in een staat van tamas of sattva brengen.

### Vier stadia
Volgens de Yogasoetra's van Patanjali (2e eeuw v. Chr.) zijn er vier stadia van de guna's, die corresponderen met de vier staten van bewustzijn waar de yogi in Samadhi doorheen gaat. De vier stadia van de guna's zijn (van laag naar hoog of van buiten naar binnen): Visesa (bijzonder), Avisesa (universeel), Linga (kenmerk), Alinga (zonder kenmerk). De overeenkomstige staten van samadhi zijn respectievelijk: Vitarka, Vicara, Ananda, Asmita. Die niveaus van bewustzijn worden ervaren in kosha's (omhulsels, voertuigen), die in de Vedantijnse terminolgie respectievelijk heten: Manomaya kosha, Vijnanamaya kosha, Anandamaya kosha, Atma.
De yogi verricht in samadhi samyama op elk willekeurig voorwerp, dat hij wil kennen. Elk object wordt door de guna's bepaald. Door in steeds diepere bewustzijnstoestanden te treden, leert de yogi het object via steeds subtielere guna's kennen, tot de uiterste grens is bereikt (linga) en er alleen Goddelijk Bewustzijn overblijft en de kenmerken van ieder object daar wel in moeten opgaan.

## Bevrijding van de overheersing van guna's
Degene die bevrijding van de geest zoekt, hoeft niet te proberen de ene of de andere guna aan te hangen, maar moet het middel zoeken om van alle drie tegelijk los te komen. Nistraigunyo bhavArjuna geeft Krishna in de Bhagavad gita als raad aan de geestelijk getormenteerde Arjuna: Los van de drie guna's blijf Arjuna. Daarna verklaart de heer van het bewustzijn dat alles wat Arjuna ziet, slechts het spel is van de drie guna's, dat eeuwig op zichzelf zal doorgaan.

## Voeding
Niet alleen kwaliteiten van de geest worden, ieder voor zich, ingedeeld onder overwegend een van de drie guna's. Dit geldt ook voor voedsel: hierbij wordt uitgegaan van het inzicht dat men wordt wat men eet, dat op alle niveaus geldig is, tot op het spirituele (de kennis die men tot zich neemt). Is het opbouwende, harmonische kennis? Is het voedsel zuiver en authentiek; ligt het niet aan het eind van de voedingsketen?

## Ayurveda
Deze drie hoedanigheden vormen dan ook het basisconcept van de Ayurvedische geneeskunde. Daar gelden zij onder de namen vata, pitta en kapha (de drie 'dosha's'). Ieder mens krijgt bij zijn geboorte een bepaalde verhouding van deze hoedanigheden mee, die hem in feite uniek maakt, en de prakriti wordt genoemd. Tijdens het leven schommelt deze beginbalans en kan soms in een van de drie richtingen merkelijk uit evenwicht gaan. Ziekten zijn uiteindelijk het gevolg van dergelijk uit balans zijn, en de remedie bestaat uit middelen om terug balans in de dosha's te brengen.